# Halanthium purpureum
Halanthium purpureum är en amarantväxtart som först beskrevs av Horace Bénédict Alfred Moquin-Tandon, och fick sitt nu gällande namn av Aleksandr Andrejevitj Bunge. Halanthium purpureum ingår i släktet Halanthium och familjen amarantväxter. Inga underarter finns listade i Catalogue of Life.